# Dmitrij Chomič
Dmitrij Nikolaevič Chomič (in russo Хомич Дмитрий Николаевич?; Vladikavkaz, 4 ottobre 1984) è un ex calciatore russo, di ruolo portiere.

## Carriera

### Club
Il 16 agosto 2003 ha debuttato in Prem'er-Liga giocando con l'Spartak-Alanija Vladikavkaz il match contro il Kryl'ja Sovetov Samara all'età di 18 anni. Negli anni seguenti ha giocato in prima e seconda divisione russa ad eccezione del campionato del 2014 disputato in Kazakistan con la maglia del Qairat.

### Nazionale
Ha giocato 8 incontri di qualificazione per l'Europa League con le maglie di Alanija Vladikavkaz (nella stagione 2011-2012) e Qairat (nel 2014-2015).

## Palmarès

### Club
- Coppa del Kazakistan: 1

Qaýrat: 2014